# ウィキメディア・インキュベーター
ウィキメディア・インキュベーター (英: Wikimedia Incubator) は、ウィキメディア・プロジェクトのウィキで、ウィキペディア、ウィクショナリー、ウィキブックス、ウィキニュース、ウィキクォートを、新たな言語で設立するための試験運用を行う場所である。

## 概要
2010年10月2日現在で、303言語の試験版ウィキペディア、ウィクショナリー75言語、ウィキブックス49言語、ウィキニュース44言語、ウィキクォート28言語、計499の試験版プロジェクトを同時に試験運用している。試験運用によって発展の見込みがあると判断された試験版プロジェクトは、独自のウィキとURLを与えられ「独立」する。「インキュベーター」(Incubator) の語彙は、「孵卵器」である。
ウィキソースは多言語版ウィキソースが、ウィキバーシティはウィキバーシティ・ベータがIncubatorの機能を担っている。

## 一覧
最新の状況については、ウィキメディア・インキュベーターの一覧ページを参照

### ウィキペディア
- ain アイヌ語
2008年12月17日に仮運用がスタートした。 アイヌ語の表記法が定まっておらず、記事はカタカナ記述と横文字記述が混在しており、2023年7月15日時点で108の記事がある。
- akz アラバマ語 Alabama
- ami アミ語
- anp アンギカ語
- arn マプチェ語
- arq アラビア語アルジェリア方言 Algerian Arabic
- bbj ゴーマラ語 Ghomala'
- bgn 西バローチー語
- brh ブラーフーイー語 Brahui
- bto イリガ・ビコール語
- bqi バフティヤーリー語 （ロル語バフティヤーリー方言）
- ckt チュクチ語 Chukchi
- cps カピス語 Capiznon
- cpx 莆仙語 Pu-Xian Min
- dar ダルギン語 Dargwa
- dtp 中央ドゥスン語 Central Dusun
- enf エネツ語 Enets
- esu 中央アラスカ・ユピック語 Central Alaskan Yup'ik
- fax ファラ語 Fala
- fit メアンキエリ （トルネダール・フィンランド語）
- fkv クヴェン語 Kven
- grc 古代ギリシア語
- guc ワユ語 Wayuu
- hil ヒリガイノン語
- izh イングリア語 Ingrian
- khw コワール語
- kiu キルマンジュキ語 Kirmanjki
- krj キナライア語 Kinaray-a
- krl カレリア語
- lki ラーク語
- lus ミゾ語 Mizo
- lzz ラズ語 Laz
- mnc 満州語 Manchu
- mnp 閩北語 Northern Min
- mxt ミシュテク語 Mixtec
- niv ニヴフ語
2008年12月15日に仮運用を開始した。キリル文字で表記され、2020年2月20日時点で5つの記事がある。
- nys ニュンガル語 Nyungar
- orv 古東スラヴ語 Old East Slavic
- ota オスマン語 Ottoman Turkish
- pdt メノナイト低地ドイツ語 Plautdietsch
- ppl ピピル語 Pipil
- qug チンボラソ高地ケチュア語 Kichwa
- rif リーフ語 Riffian
- ryu 琉球語 沖縄方言
2005年7月8日に仮運用を開始した。 当初は琉球語の表記法が定まっておらず、記事は日本語版と同様な漢字、ひらがな、カタカナ混じりの記述とアルファベット記述が混在したが、徐々にアルファベット記述のページが転送ページに置き換わり日本語形式のみとなった。2020年2月20日時点で、1746の記事が存在する。
- rys 八重山語
- yoi 与那国語
- mvi 宮古語
- 奄美語
  - ryn 北奄美大島語
  - ams 南奄美大島語
  - tkn 徳之島語
  - yox 与論語
- sdc サッサリ・サルデーニャ語 Sassarese
- sdh 南部クルド語 Southern Kurdish
- sei セリ語 Seri
- shi シルハ語 （タシルハイト語、タシュリヒート語）
- sli 低地シレジア語 （シレジア語ではなくドイツ語の方言）
- slr サラール語 Salar
- sma 南サーミ語 Southern Sami
- tkl トケラウ語 Tokelauan
- tly タリシュ語
- tsu ツォウ語 Tsou
- tvl ツバル語 Tuvaluan
- tzm 中央アトラス・タマジクト語 Central Atlas Tamazight
- vmf マインフランク語 Main-Franconian
- yai ヤグノビ語 Yaghnobi
- yua ユカテコ語

### ウィキボヤージュ
- ja:日本語版ウィキボヤージュ
  - 2012年11月28日に仮運用がスタート。2020年8月27日に正式運用に移行した。